# Młociny (métro de Varsovie)
Młociny est une station de la ligne 1 du métro de Varsovie, située  dans l'arondissement de Bielany. Inaugurée le 25 octobre 2008, la station permet de desservir les rues Kasprowicza et Nocznickiego.

## Description
La station se compose d'un sous-sol et de deux pavillons d'entrée. Elle est d'une largeur de 12 m pour 120 m de long. Les voies se trouvent au milieu de la station, les quais étant sur les côtés gauche et droite de celles-ci. Les couleurs principales de cette station sont différents tons de blanc et de gris ainsi que du bois utilisé aux entrées. À la surface se trouvent un escalier, des escalators ainsi que des ascensceurs pour les personnes souffrant de handicap, elle dispose également de points de vente de tickets, de toilettes et de guichets automatiques bancaires.
Cette station sert de terminus de la ligne 1 du métro de Varsovie dans le sens sud-nord, et est la première dans le sens nord-sud, suivie de la station Wawrzyszew.

## Position sur la ligne 1 du métro de Varsovie

Position de la station Młociny (1e en partant du nord) sur la ligne 1.

## Future extension
Régulièrement, il est prévu des extensions à cette station de métro qui sert pour le moment de terminus de la ligne 1 du métro de Varsovie. Trois sont notamment en discussion:
- Extension au nord vers la ville de Łomianki.
- Extension à l'ouest, dans le quartier de Chomiczówka, arrondissement de Bielany
- Extension à l'est, traversant la Vistule, près du Pont Marii Skłodowskiej-Curie